# Kayla Imrie
Kayla Imrie (Wellington, 4 de febrero de 1992) es una deportista neozelandesa que compite en piragüismo en la modalidad de aguas tranquilas. Pertenece al grupo maorí de te whakatōhea.
Ganó tres medallas en el Campeonato Mundial de Piragüismo, en los años 2017 y 2018. Participó en los Juegos Olímpicos de Río de Janeiro 2016, ocupando el quinto lugar en la prueba de K4 500 m.

## Palmarés internacional
| Campeonato Mundial | Campeonato Mundial          | Campeonato Mundial | Campeonato Mundial |
| Año                | Lugar                       | Medalla            | Competición        |
| ------------------ | --------------------------- | ------------------ | ------------------ |
| 2017               | Račice (República Checa)    | Medalla de bronce  | K4 500 m           |
| 2018               | Montemor-o-Velho (Portugal) | Medalla de plata   | K2 200 m           |
| 2018               | Montemor-o-Velho (Portugal) | Medalla de plata   | K4 500 m           |